# 滝沢忠孝
滝沢 忠孝（たきざわ ただたか、1954年〈昭和29年〉12月18日 - ）はRSK山陽放送出身のフリーアナウンサー。

## 略歴
- 東京都世田谷区出身[1]。日本大学高等学校・中学校を経て、日本大学卒業[1]。1977年RSKに91番目のアナウンサーとして入社。血液型はA型、星座はいて座。
- 後に編成制作局ラジオ放送部次長・視聴者相談室部次長、アナウンス部長（2005年より）、ラジオセンター制作担当部長、同センターラジオ制作部長（名称変更）を歴任。
- 2010年7月にはRSKの地デジキャプテン（ラジオ版地上デジタル放送推進大使）に任命。
- 2015年3月31日付けでRSKを定年退職した後も同局のラジオ出演を続けている。妻は同局元アナウンサーの荒木美佐子。

## 逸話
- 放送中に前歯が落ちたことで差し歯であることがばれ、「差し歯のタキちゃん」と言われたことがあったという[1]。
- 日曜日にファンが集まるファンクラブが存在していたこともある[1]。

## 現在の担当番組

### ラジオ
- 朝耳らじお

木・金曜 7：00〜10：00

## 過去の担当番組

### テレビ
- ミュージックショットガン
  - 1980年代半ばに放送されていた音楽番組で進行役として出演。当時を振り返るVTRを見ると髪型も毎回変化していた。
- 発掘！スクバラ はぴデリ
- ザ・ベストテン（全国ネット、RSK追っかけマン）[1]
- 流行MON倶楽部

### ラジオ
- サンデーベスト（1979年10月-1989年3月）[1]
- サテスタワイド VIVA!アフタヌーン[1]
- 土曜ジャンボ!
- ナイスモーニング
- ラジばたワイド・おはようネットワーク
- どきどき!ラジオタウン
- おかやま 朝まるステーション1494
- サンベス legend 〜CHEER UP!!サンデー〜
- 中四国ライブネット
  - 「岡山発　冬だからほろ酔い酒場～ちょっと小粋なお酒の話し」（2007年12月22日）
  - 「岡山発　冬は岡山! ～冬を楽しむマル得情報～」（2009年12月12日）
  - 「岡山発　おかやまグルメ最新版」（2010年6月6日）
  - 「岡山発　おかやまキャンパス情報」（2010年7月11日）
  - 「岡山発　有森裕子さんIOC女性賞受賞記念スペシャル『いま　私たちができること』」（2010年8月22日）
- 〜「拝啓、竹内昌彦先生」映画化プロジェクト〜 みんな!集まれ!この指止まれ

etc.